# Ivo Lakučs
Ivo Lakučs (né le 4 mars 1979 à Valmiera) est un coureur cycliste letton, spécialiste du BMX.

## Biographie
Ivo Lakučs fait partie de la vieille garde de Valmiera, cette petite ville de 27 000 habitants en Lettonie, qui a donné des champions au BMX (Ivo Lakučs, Artūrs Matisons, Māris Štrombergs, Edzus Treimanis, Rihards Veide). Il est devenu l'entraineur de Māris Štrombergs de 2012 à 2016, ils ont obtenu ensemble la médaille d'or olympique aux jeux de Londres 2012. En 2013, il devient l'entraîneur technique de l'équipe de Lettonie de BMX, poste qu'il gardera jusqu'à la fin 2019, il accueillera les championnats d'Europe en 2019 dans le parc de BMX de Valmiera.

## Palmarès en BMX

### Jeux olympiques
- Pékin 2008
  - 16e du BMX

### Championnats du monde
- Saskatoon 1997
  -  Champion du monde de BMX juniors
- Louisville 2001
  -  Médaillé d'argent du BMX

### Championnats d'Europe
- 2001
  - 3e du BMX
- 2002
  - 2e du BMX
- 2003
  -  Champion d'Europe de BMX
- 2005
  - 2e du BMX
- 2006
  - 2e du BMX
- 2008
  - 2e du BMX

## Palmarès sur piste

### Jeux olympiques
- Sydney 2000
  - 6e de la vitesse par équipes  (avec Ainārs Ķiksis et Viesturs Bērziņš)

### Coupe du monde
- 2000
  - 3e de la vitesse par équipes à Moscou (avec Ainārs Ķiksis et Viesturs Bērziņš)
  - 3e de la vitesse par équipes à Mexico (avec Ainārs Ķiksis et Viesturs Bērziņš)